# Carolles
 Carolles  là một xã thuộc tỉnh Manche trong vùng Normandie tây bắc nước Pháp. Xã này nằm ở khu vực có độ cao từ 0-77 mét trên mực nước biển.